# Xestia funerea
Xestia funerea là một loài bướm đêm trong họ Noctuidae.